# Pedro the Lion
Pedro the Lion var ett amerikanskt band med (meste) låtskrivaren, gitarristen och sångaren David Bazan i spetsen. Till en början var han ensam i bandet, och spelade det mesta på sina skivor själv. Senare anslöt TW Walsh som fast medlem i bandet, det dock för en ganska kort period som bandet sedermera har splittrats. 
Pedro the Lion har under sin verksamma tid spelat in fyra fullängdsalbum, vilka tar upp ämnen som otrohet, religionstvivel och (skönhets-)ideal.
Pedro the Lions musik har beskrivits som kristen emo, vilket är en relativt missvisande bild. Musiken pendlar mellan folk, pop, rock och emo. Bazan själv säger att han inte vill bli placerad i ett kristet fack, trots att texterna ofta handlar om religion. Han vill att musiken ska vara fri från genretillhörighet, såsom religionstillhörighet.
Bandet var aktivt 1994 – 2005. I januari 2006 meddelades att bandets upplösts. David Bazan reformade bandet 2017, först under namnet "David Bazan Band", men återtog det ursprungliga namnet, Pedro the Lion.

## Diskografi

### Studioalbum
- It's Hard to Find a Friend (1998)
- Winners Never Quit (2000)
- Control (2002)
- Achilles Heel (2004)
- Phoenix (2019)

### EP
- Whole (1997)
- The Only Reason I Feel Secure (1999)
- Progress (2000)
- Stations (2004)

### Singlar
- "Big Trucks" (1998)
- "Song A / Song B" (Sub Pop Singles Club)	(1999)
- "Helicopter" (1999)
- "Progress / A Guitar for Janie" (2000)
- "I Heard the Bells on Christmas Day" (2002)
- "The Poison Makes / Walk Slow" (delad singel med Seldom) (2003)
- "The First Noel" (2003)
- "God Rest Ye Merry Gentlemen" (2005)